# Угличский кремль
Угличский кремль — историко-архитектурный комплекс в историческом центре города Углича. Расположен на высоком правом берегу реки Волги, между впадающими в неё речкой Шелковкой и Каменным ручьем, которые обеспечивали естественную защищенность крепости, усиленную рвом, прокопанным от Шелковки до Каменного ручья. Некогда кремль был укреплён валами и деревянными стенами, которые в течение времени не раз разрушались. Последний раз стены, башни и мосты были восстановлены в 1660—1662 годах. Через сто лет их разобрали из-за ветхости и ненужности. В настоящее время о былых укреплениях кремля напоминают только остатки рва. От прежних времён сохранился ансамбль построек, включающий княжеские палаты, церковь Димитрия-царевича, Спасо-Преображенский собор, колокольню и здание городской думы.

## Исторические укрепления
Остатки первых укреплений мысовой площадки кремля (частокол, сгоревшая срубная башня) датируются серединой X века. Древнейший домонгольский детинец Углича был значительно меньше по площади, чем позднейший кремль XV века, и представлял собой мысовую крепость, которая занимала острый угол при впадении Каменного ручья в Волгу. Первые укрепления, согласно археологическим данным, состоял из трёх линий частокола, внутренняя из которых имела боевую площадку. На рубеже X—XI веков вместо частоколов была поставлена стена из городен, обмазанных глиной. Она была, вероятно, уничтожена во время военных действий 1149 года, когда ряд русских княжеств выступил против Юрия Долгорукого. Новая срубная стена была поставлена на земляном валу. В плане детинец имел форму треугольника. С двух сторон его омывала вода, а с юго-западной напольной стороны его опоясывал ров, протянувшийся от Волги к Каменному ручью. В детинце находилась церковь Константина и Елены начала XI века. Позже, когда Углич стал центром удельного Угличского княжества, в кремле-детинце находились деревянные княжеские хоромы и Спасо-Преображенский собор.
В XIII веке Углич дважды брался монголами — в ходе Батыева нашествия (1238) и во время Дюденевой рати (1293). В XV веке в ходе междоусобной войны в Московской Руси Углич в 1448 году был осаждён и взят великим князем московским Василием II Тёмным. Позже в Угличе стал княжить его сын Андрей Васильевич Большой, при котором в кремле развернулось большое оборонительное, храмовое и гражданское строительство. Оно шло в период с 1481 по 1491 год. Территория кремля была увеличена до 3,8 га. Из небольшой мысовой крепости кремль стал четырёхугольным в плане и приобрёл более правильные очертания, соответствующие тенденциям фортификации своего времени. Кремль был окружён широким рвом. Стены из срубов-городен были усилены десятью башнями, три из которых имели проездные ворота: с востока Фроловские, с запада — Спасские, с юга — Никольские. Древний ров, оказавшийся внутри кремля, частично засыпали. Он превратился в пруд, соединявшийся в северо-западной части с Волгой, и мог при достаточном уровне воды использоваться как внутреняя гавань. Пруд разделял древнейшую часть кремля, где располагались княжеский дворец и собор, от остальной территории, где располагались дворы знати, горожан и служилых людей. В кремле находился обширный дворец Андрея Большого, располагавшийся вдоль волжского берега и являвшийся своеобразной крепостью в крепости. По сторонам обращённого к югу дворца были воздвингуты новый каменный одноглавый Спасо-Преображенский собор (1487) и палата для торжественных приёмов. Все здания соединялись галереями и переходами. Рядом высились две деревянные церкви: тёплая Похвалы Пресвятой Богородицы и холодная Константина и Елены.
В XV веке вокруг кремля сформировался обширный посад (150 га), который нуждался в обороне. Поэтому в конце столетия вокруг него был возведён земляной вал протяжённостью 6 км, ставший второй линией обороны Углича. В 1491 году город был опустошён страшным пожаром. В 1521 году Угличское княжество было окончательно упразднено. В 1591 году в саду Угличского кремля от ножевой раны в горло погиб царевич Дмитрий, что стало завязкой Смутного времени. В 1609 году Углич, сохранявший лояльность Василию Шуйскому, был взят и разгромлен войсками Лжедмитрия II. Кремль и посад при этом сгорели. Через полгода Углич был освобождён войсками Михаила Скопина-Шуйского. Немногочисленные уцелевшие угличане на земляных валах спешно поставили острог, благодаря которому в 1615 году городу удалось отбиться от литовского полковника Александра Лисовского.

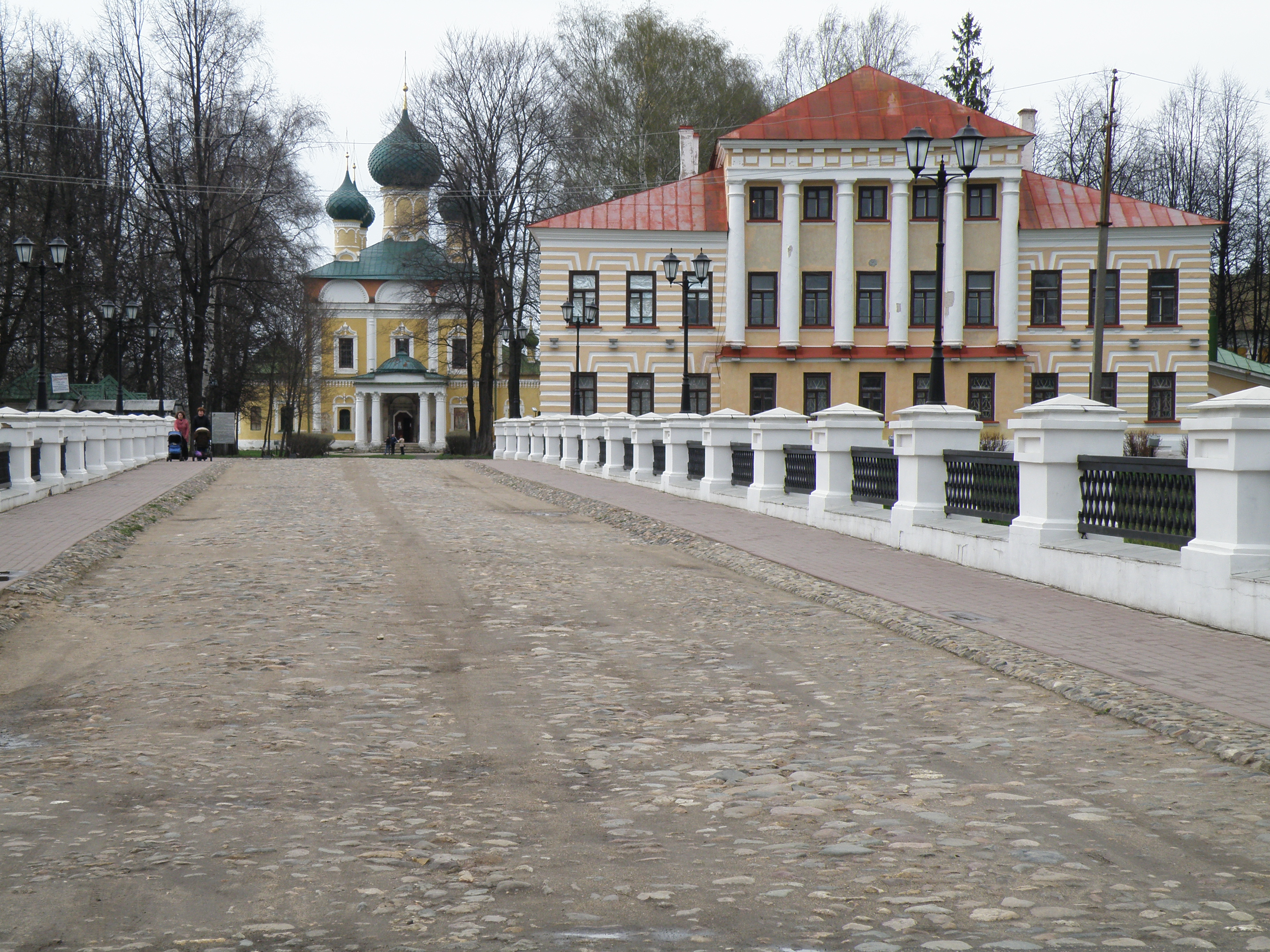
Вид из города на Спасский собор и здание городской думы

Острог был обновлён после пожара в 1644 году, а в 1660—1664 годах взамен него был поставлен новый рубленый город. Общая протяжённость стен составляла 653 м, высота — 7,5 м. По углам и в центре прясел поставили десять шестигранных и квадратных башен и ворот, местоположение которых, в основном, соответствовало их местоположению до Смутного времени. Укрепления кремля имели три яруса боя. Ближайшие подступы к кремлю преграждали надолбы. В XVII веке кремль был плотно застроен. В нём находились один каменный собор и три деревянные церкви, Богоявленский монастырь, воеводский двор, съезжая изба, осадные дворы и так далее. В 1700—1713 годах на месте обветшавшего собора XV века был возведён пятиглавый Спасо-Преображенский собор, а в 1730 году недалеко от него построили восьмигранную колокольню высотой 40 м, ставшую доминантой кремля.
Обветшавшие укрепления разобрали в 1784 году согласно регулярному плану застройки Углича, утверждённому Екатериной II. В начале XIX века была срыта основная часть валов.

## Княжеские палаты

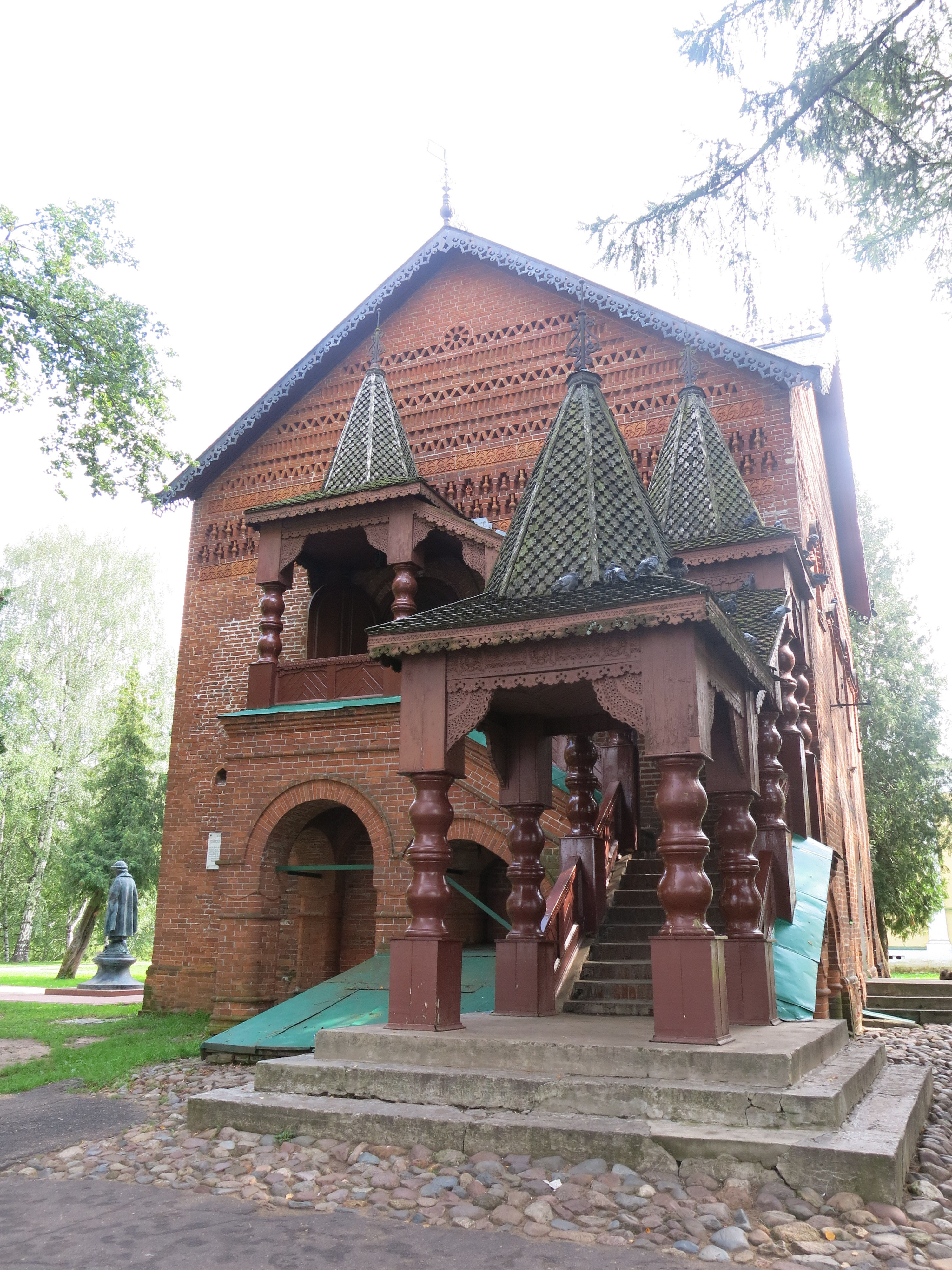
Палаты угличских князей

Кирпичные княжеские палаты представляют собой один из редких средневековых памятников русского гражданского строительства (наряду с Грановитой палатой в Москве и Владычными палатами в Новгороде). Палаты были построены удельным угличским князем Андреем Горяем, который вел большое строительство в Угличе. Каменный Спасо-Преображенский собор, построенный тогда же, и княжеские сени

стояли по сторонам широкого внутреннего двора, который с севера замыкал протяженный корпус. Рядом с собором он включал башнеобразное здание, похожее на палаты. Потом среди помещений был внутренний двор, в который с площади вели двойные ворота. За ним переход на закругленных столбах, под которым находился проезд к средней крепостной башне. К востоку от палат стояла древняя Константиноеленинская церковь. Вероятно, эти здания имели каменные подклеты (остатки которых сохранились) и местами деревянные верхние этажи.

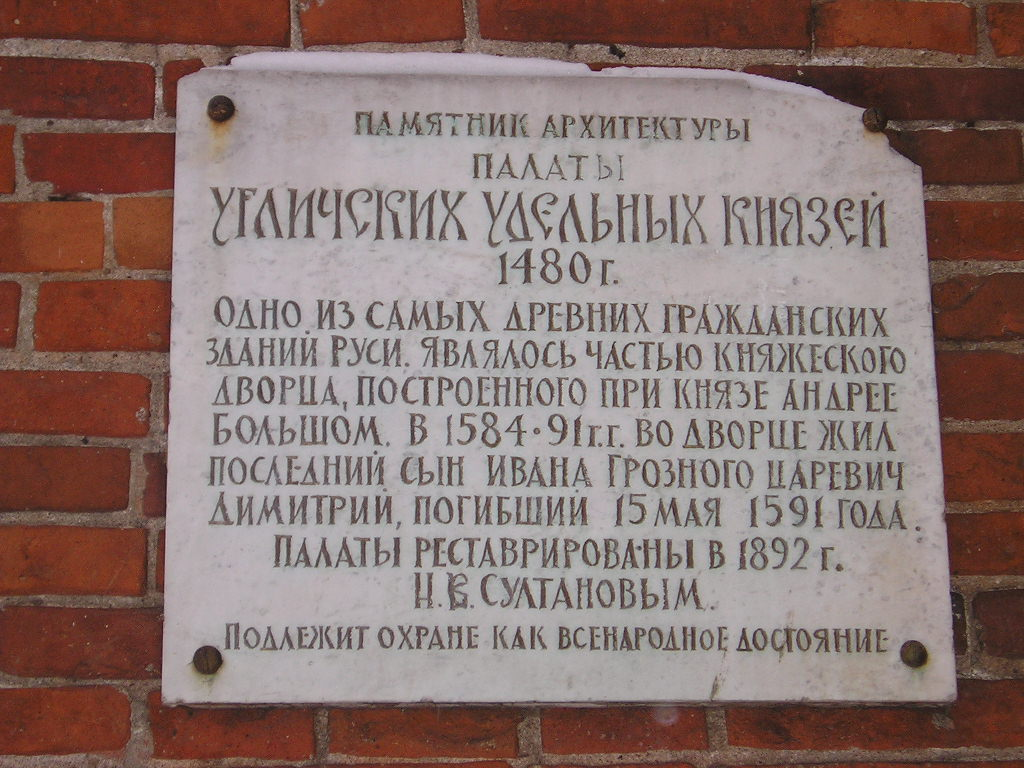
Табличка на здании палат

Существует предание, что во время строительства Спасо-Преображенского собора палаты хотели разобрать и кирпич пустить на новое строительство, но вдруг случились необъяснимые явления. Очевидцы рассказывали, что какая-то неведомая сила сбрасывала мастеров с крыльца и не давала им приступить к разбору здания. Так его и не тронули.
Сохранившееся здание княжеских палат, как показывают археологические раскопки, представляет только меньшую, парадную часть дворца, другие постройки могли быть деревянными. Здание построено из крупного кирпича. Парадные палаты представляют собой один большой сводчатый бесстолпный зал, украшенный росписью. Зал расположен на верхнем третьем этаже, в первом полуподвальном этаже два больших помещения, а во втором — три. В парадный зал ведет богато украшенная лестница-крыльцо. Верхняя часть украшена декоративной кирпичной кладкой.
После расправы над угличским князем дворец использовался царскими наместниками, а с 1584 года послужил местом изгнания бывшей супруги Ивана Грозного царицы Марии Нагой и царевича Дмитрия. В кремле рядом с палатами произошла в 1591 году таинственная гибель Дмитрия, единственного наследника царя, приведшая к пресечению династии Рюриковичей.
После трагических событий палаты долгое время были заброшены и разрушались. В 1802 году их покрыли железной крышей, а в 1892 году провели реставрационные работы. Замысловатое крыльцо с шатровыми навершиями — плод фантазии архитектора Н. В. Султанова.

## Церковь Димитрия-царевича на крови

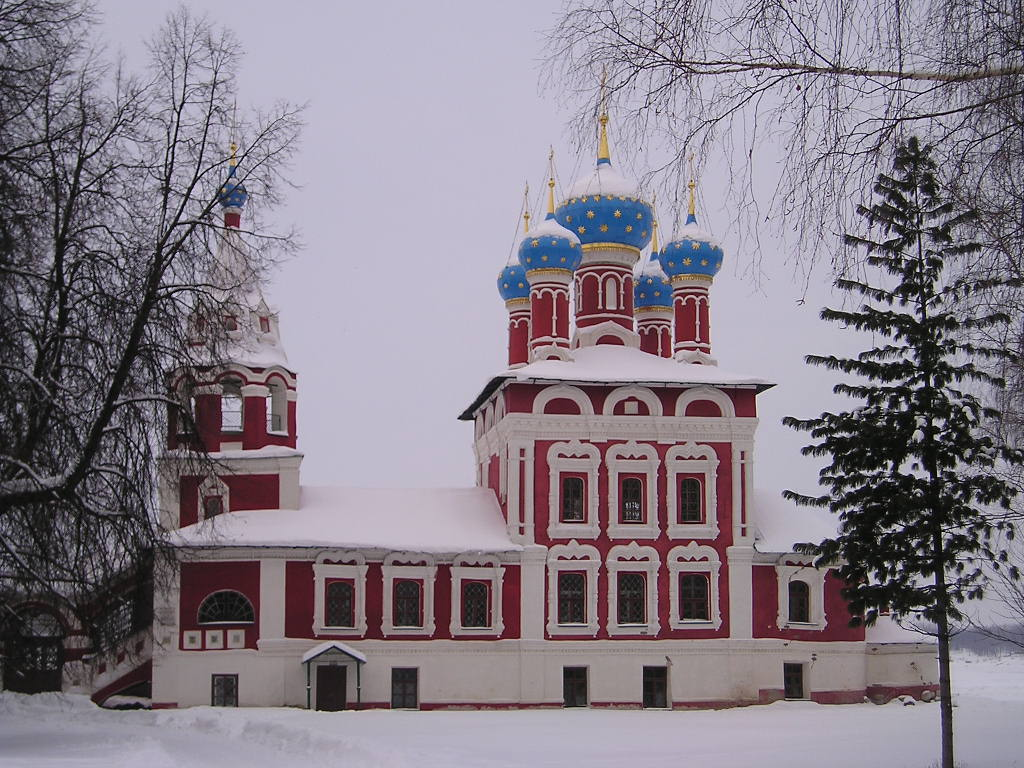
Церковь царевича Димитрия

На месте гибели царевича Дмитрия в первые годы XVII века была срублена деревянная часовня. В 1630 году — деревянная церковь, а в 1692 году построена существующая каменная церковь. Церковь расположена на крутом волжском берегу в северо-восточной части кремля. Небольшое здание состоит из храма, трапезной, паперти и расположенной над ней невысокой шатровой колокольни. Здание построено в декоративно-нарядной манере конца XVII века. На красно-кирпичной поверхности стен выделяются белые наличники, полуколонны, карнизы. Южный фасад церкви хорошо сохранился, а с северной стороны в XIX веке был сооружен придел, плохо сочетающийся с архитектурой основного здания.
В церкви сохранились росписи второй половины XVIII века, которые изображают смерть царевича Дмитрия и расправу толпы над убийцами. Возможно, роспись выполнена московским мастером Сапожниковым.
Росписи в трапезной посвящены библейскому сказанию о сотворении мира, Адама и Евы, их грехопадении и изгнании из рая. Они выполнены мастером Хлебниковым из Борисоглебских слобод в 1788 году, в них сильно влияние европейской реалистической манеры.
Расчистка и укрепление росписи стен были выполнены Ярославской научно-реставрационной мастерской в 1971—1976 гг. Храм принадлежит местному музею, вход в него платный. Здесь выставлен знаменитый ссыльный набатный колокол.

## Спасо-Преображенский собор

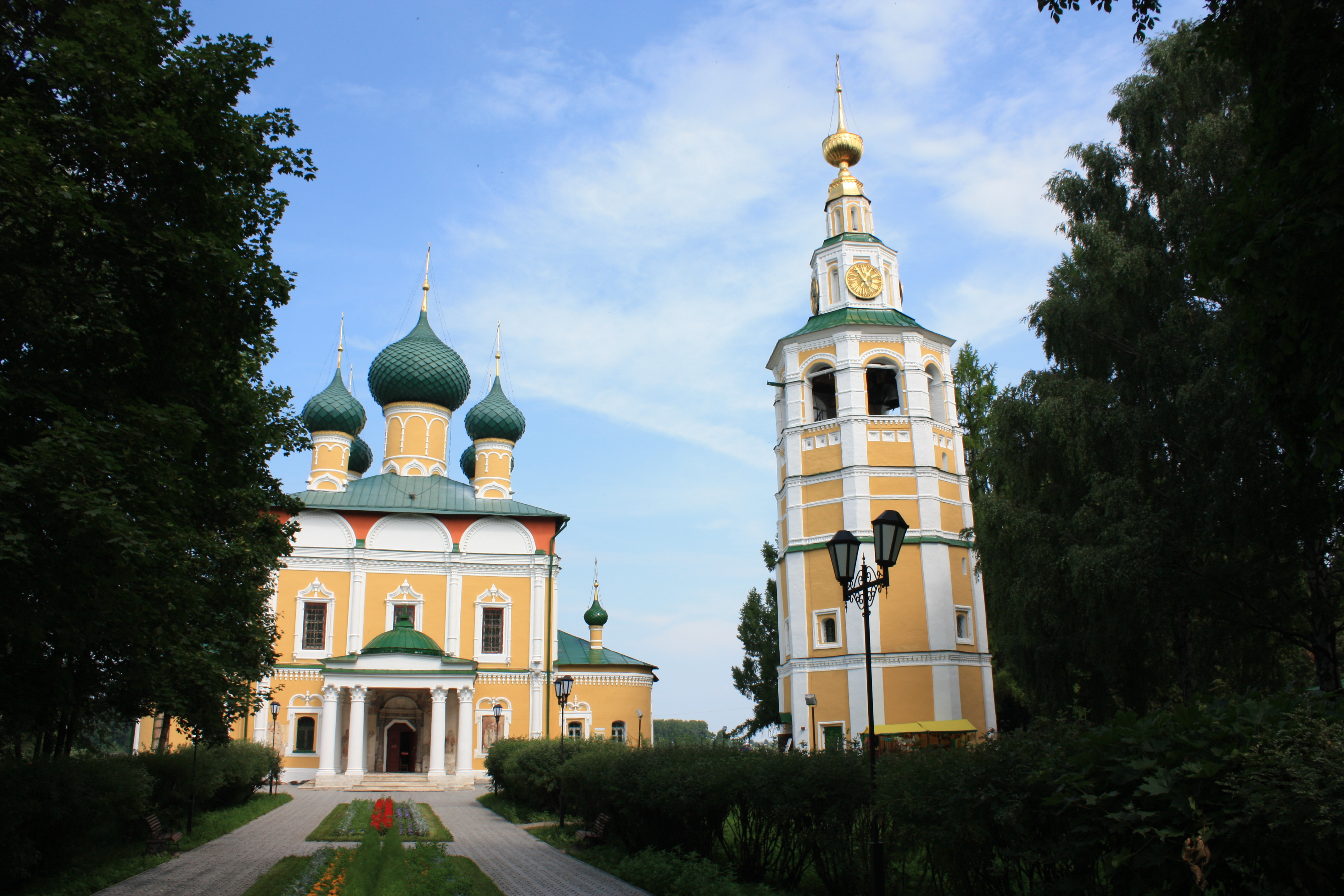
Собор с колокольней

Современное здание собора — характерный памятник ярославского зодчества XVII века. Оно было построено в начале XVIII века (1713 или 1716) бригадой мастеров под руководством Григория Федорова. Здание построено на месте храма, воздвигнутого князем Андреем Горяем одновременно с княжеским дворцом. Пятиглавый храм выполнен одним объёмом, без столпов. Высоко поднятые крупные главы видны из разных концов города, создавая главную архитектурную доминанту.
Южный фасад храма обращен к городу и украшен богато декорированным растительным орнаментом резным порталом. Его портит пристроенный в XIX веке портик в классическом стиле.
Величественное впечатление производит внутреннее пространство храма, перекрытое 14-метровым сводом. Храм расписан в начале XIX века группой художников во главе с Т. Медведевым, крепостным князя Голицына. Сюжетные сцены, выполненные в ярких тонах, чередуются с написанными архитектурными деталями, что ещё более раздвигает внутреннее пространство.
Колокольня с часозвоней построена в 1730 году южнее собора. Высокое, но несколько грузное строение. В декоре чувствуется влияние XVII века.

## Здание городской думы
Здание, расположенное в южной части кремля, у рва, построено в 1815 году. Это типичный пример общественного здания эпохи классицизма.